# FriiskFunk
FriiskFunk er et radioprogram, der sendes på hverdage mellem kl. 8 og kl. 10, samt mellem kl. 14 og kl. 16 på åben kanal i det nordvestlige Slesvig-Holsten (Westküste FM). FriiskFunk startede i september 2010. Næsten hele programmets sprog er på nordfrisisk. Udsendelser indeholder forskellige indslag om nordfrisisk kultur, musik samt nyhederne (Nais foon diling ≈ Nyt fra i dag) og oplysninger om højvande. Programmerne produceres og sendes mandag til torsdag direkte fra studiet i Alkersum på Før og på fredag fra studiet i Friisk Hüs i Bredsted. 
FriiskFunk har både lønnede og ulønnede medarbejdere. Programmet støttes finansielt af Frisisk Råd og Ferring Stiftung. Derudover blev der etableret et radioråd med repræsentanter fra de forskellige nordfrisiske institutioner.